# Argot
Un argot, o parlar murriesc, és una manera de parlar molt estretament vinculada a un grup social, sovint marginals, amb la intenció de resultar incomprensible pels altres.  Segons Joan Coromines, és una varietat de la parla diferenciada de la llengua estàndard i fins i tot incomprensible per als seus parlants, generalment usada per grups socials marginals. És una parla privada adoptada com a senyal distintiu i en principi hermètica.
A més, per extensió, hom considera que certs grups constitueixen argots particulars per diversos motius:
- Professionals: necessiten un cert vocabulari que no és comú a la resta de l'idioma per a certs processos, instruments, etc. Es tracta d'un lèxic que fan servir col·loquialment, sense que hi hagi pròpiament voluntat d'hermetisme.[1][2][3] Així, els músics parlen d'anar a dalt "tornar a començar una peça", anar a terra "no poder continuar tocant perquè s'han perdut", etc., expressions que no formen part de la terminologia tècnica musical. No es tracta de llenguatge d'especialitat, sinó d'expressions que sorgeixen oralment en la pràctica de l'ofici. Els estudiants, d'altra banda, també tenen elements argòtics com fer campana, catejar, mates, etc. D'altra banda, un docent pot dir: "el professor de fusta cavalca" per dir que un professor de tecnologia treballa en règim diürn i vespertí.

- Socials: diferents maneres de comunicar-se amb el propòsit de no ser entesos pels d'altres (per exemple a la presó), o amb intenció diferenciadora (d'alguns barris, grups d'adolescents i sectes religioses).

A diferència del dialecte, l'argot no és una variant geogràfica d'una llengua. Té una extensió menor i sovint es converteix en subbranques del dialecte d'una llengua.
Normalment, els termes usats en l'argot de grups específics són temporaris (excepte els argots professionals) i se'n perd l'ús poc de temps després de ser adoptats.